# Syzygium leytense
Syzygium leytense är en myrtenväxtart som först beskrevs av Adolph Daniel Edward Elmer, och fick sitt nu gällande namn av Elmer Drew Merrill. Syzygium leytense ingår i släktet Syzygium och familjen myrtenväxter.
Artens utbredningsområde är Filippinerna. Inga underarter finns listade i Catalogue of Life.